# Episodi di Flikken - Coppia in giallo (undicesima stagione)
L'undicesima stagione della serie televisiva Flikken - Coppia in giallo è stata trasmessa in anteprima nei Paesi Bassi da NPO 1 tra il 16 dicembre 2016 e il 17 febbraio 2017.
| nº | Titolo originale    | Titolo italiano | Prima TV Paesi Bassi | Prima TV Italia |
| -- | ------------------- | --------------- | -------------------- | --------------- |
| 1  | Opgejaagd           | inedito         | 16 dicembre 2016     | inedito         |
| 2  | Ontsnapt            | inedito         | 23 dicembre 2016     | inedito         |
| 3  | Retraite            | inedito         | 30 dicembre 2016     | inedito         |
| 4  | Plaatselijk belang  | inedito         | 6 gennaio 2017       | inedito         |
| 5  | Undercover          | inedito         | 13 gennaio 2017      | inedito         |
| 6  | Blijf van mijn lijf | inedito         | 20 gennaio 2017      | inedito         |
| 7  | The Last Vlog       | inedito         | 27 gennaio 2017      | inedito         |
| 8  | Donor               | inedito         | 3 febbraio 2017      | inedito         |
| 9  | Zuur                | inedito         | 10 febbraio 2017     | inedito         |
| 10 | De keuze            | inedito         | 17 febbraio 2017     | inedito         |